# Église Sainte-Ide de Saint-Martin-Boulogne
L'église Sainte-Ide est un lieu de culte catholique situé à Saint-Martin-Boulogne. L'église est consacrée à sainte Ide.

## Historique
Cette chapelle est construite à l'initiative de l’abbé Jouez, curé de Saint-Martin, et confiée à l’architecte Pierre Drobecq, afin de doter le hameau d'Ostrohove d’un lieu de culte plus proche que son église paroissiale.
L'église bénéficie du label « Patrimoine du XXe siècle » depuis le 15 décembre 2009 et est inscrite au titre des monuments historiques depuis le 10 juillet 2015.

## Description
L’église, datant de 1936, est un petit édifice, en forme de croix latine, construit en béton armé et pierre du pays lui conférant une allure rustique dans un style régionaliste. Elle est considérée comme le manifeste du mouvement artistique « La Nef », basé sur la volonté de création d’une œuvre d’art totale. L’utilisation du béton a permis de réaliser des formes inédites que n’altère pas l’usage de références néo-romanes, médiévales ou d’esprit médiéval. Les éléments mauresques s’intègrent parfaitement dans un prolongement naturel de l’édifice. L’ensemble des vitraux présente quelques verrières de qualité, notamment les deux baies du chœur, œuvres du maître-verrier Lhotellier, ainsi que les deux baies des grands pignons dues à Largillier.
Les vitraux sont d'Henry Lhotellier et du verrier lillois Jules Largillier. Le chœur est orné d’une fresque figurant sainte Ide, œuvre d’Émile Flamant.